# Lampetis corruscans
Lampetis corruscans es una especie de escarabajo del género Lampetis, familia Buprestidae. Fue descrita científicamente por Carter en 1924.